# Julius Meier (Politiker)

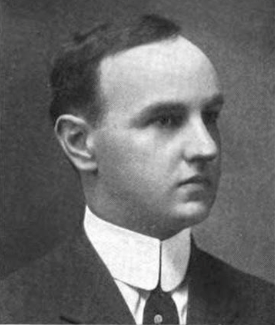
Julius L. Meier 1911

Julius L. Meier (* 31. Dezember 1874 in Portland, Oregon; † 14. Juli 1937 in Corbett, Oregon) war ein US-amerikanischer Geschäftsmann, parteiloser Politiker und von 1931 bis 1935 der 20. Gouverneur des Bundesstaates Oregon.

## Frühe Jahre
Julius Meier studierte nach der Grundschule bis 1895 an der University of Oregon Jura. Danach war er vier Jahre als Rechtsanwalt tätig, ehe er Manager eines familieneigenen Warenhauses wurde. Dieses Warenhaus war das größte seiner Art im damaligen Oregon. Meier blieb bis 1930 Manager und wurde danach Präsident der Firma. Während des Ersten Weltkrieges war Meier regionaler Leiter des nationalen Verteidigungsrats. Nach dem Krieg unterstützte er den französischen Wiederaufbau.

## Politischer Aufstieg
Bis 1930 war Meier politisch kaum in Erscheinung getreten. In diesem Jahr wurde sein Freund George W. Joseph als Spitzenkandidat der Republikanischen Partei für die Gouverneurswahlen nominiert. Joseph starb aber noch vor der Wahl und die Republikaner nominierten Phil Metschan, den Sohn eines früheren Finanzministers von Oregon, als ihren neuen Kandidaten. Dieser vertrat aber in einigen Punkten ganz andere politische Ziele als der verstorbene Joseph. Dessen Anhänger drängten Meier, als unabhängiger Kandidat mit George Josephs Wahlprogramm ebenfalls als Gouverneur zu kandidieren. Meier ließ sich überreden und gewann schließlich die Wahl mit klarer Mehrheit: Er errang 54,5 Prozent der Stimmen, der Demokrat Ed F. Murphy 25,1 Prozent und Phil Metschan lediglich 18,8 Prozent. Dieser Wahlsieg wurde als deutliches Signal zur öffentlichen Nutzung der Wasserkraft des Columbia River zur Stromerzeugung angesehen. Dieses Thema war eines der wichtigsten Wahlkampfthemen sowohl Josephs als auch Meiers gewesen.

## Gouverneur von Oregon
Julius Meier trat sein neues Amt am 12. Januar 1931 an. In seiner vierjährigen Amtszeit konnte er zwar nicht seinen Plan am Columbia River verwirklichen, weil sich die Bundesregierung der Entwicklung dieses Flusses angenommen hatte, aber er schaffte es, inmitten der großen Great Depression die finanzielle Lage des Staates zu stabilisieren. In seiner Amtszeit wurde eine eigenständige Polizeitruppe gegründet. Außerdem entstanden eine Arbeitslosenkommission und ein neuer Landwirtschaftsausschuss. Eine weitere Kommission wurde nach der Aufhebung des Prohibitionsgesetzes durch die Bundesregierung im Jahr 1933 zur Kontrolle des Alkoholkonsums geschaffen. Aus gesundheitlichen Gründen lehnte Meier im Jahr 1934 eine erneute Kandidatur ab. Daher schied er am 14. Januar 1935 aus seinem Amt aus.

## Weiterer Lebensweg
Meier bekam sowohl von den Demokraten als auch von den Republikanern Unterstützung für eine Kandidatur zur Wahl in den US-Senat zugesichert. Trotzdem lehnte er dieses Angebot ab. Er zog sich in das Privatleben nach Corbett zurück, wo er im Juli 1937 verstarb. Julius Meier war mit Grace Mayer verheiratet, mit der er drei Kinder hatte.